# Prinzregentenplatz 21 (München)

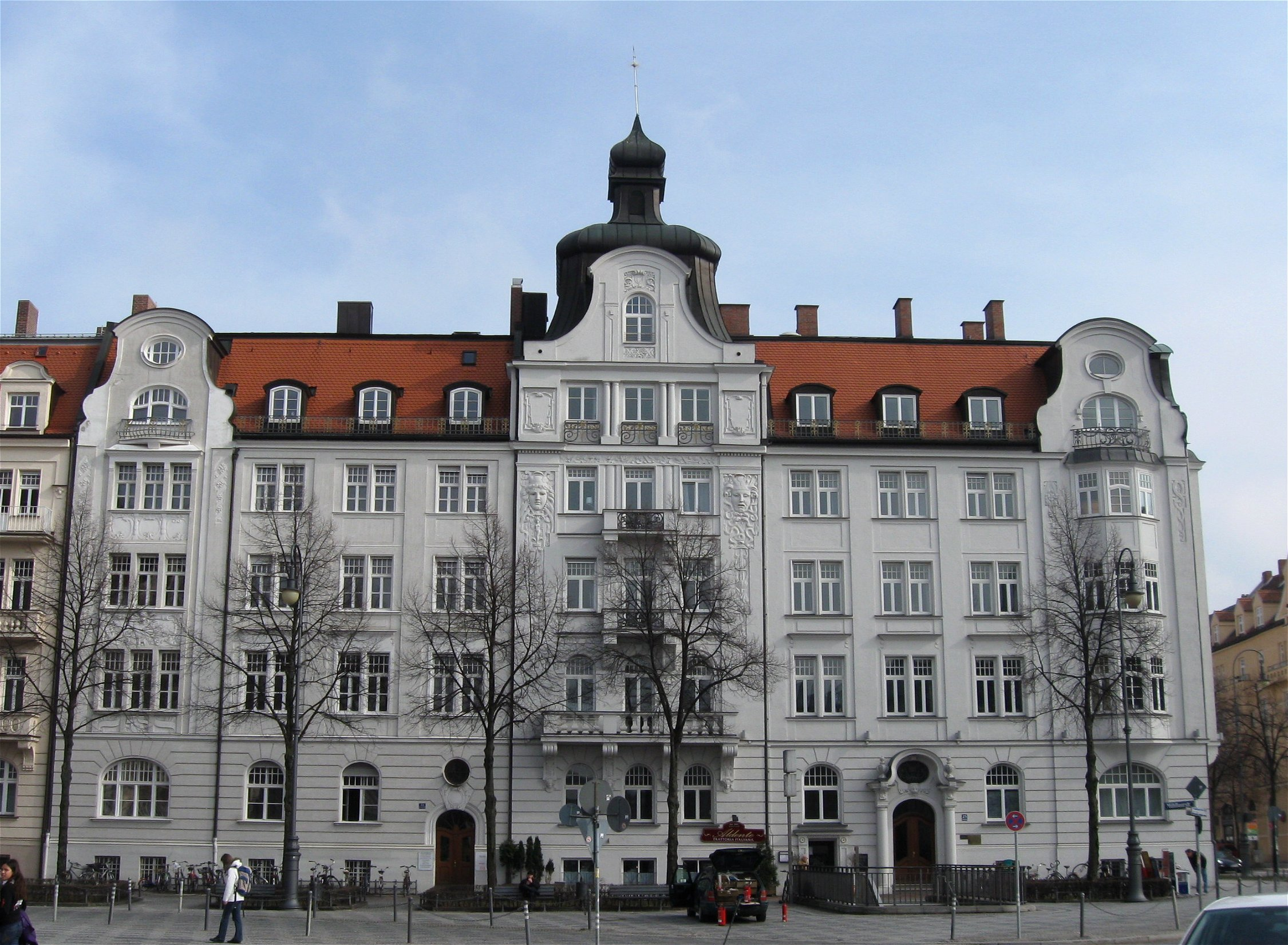
Haus Prinzregentenplatz 21 und 23 in München-Bogenhausen

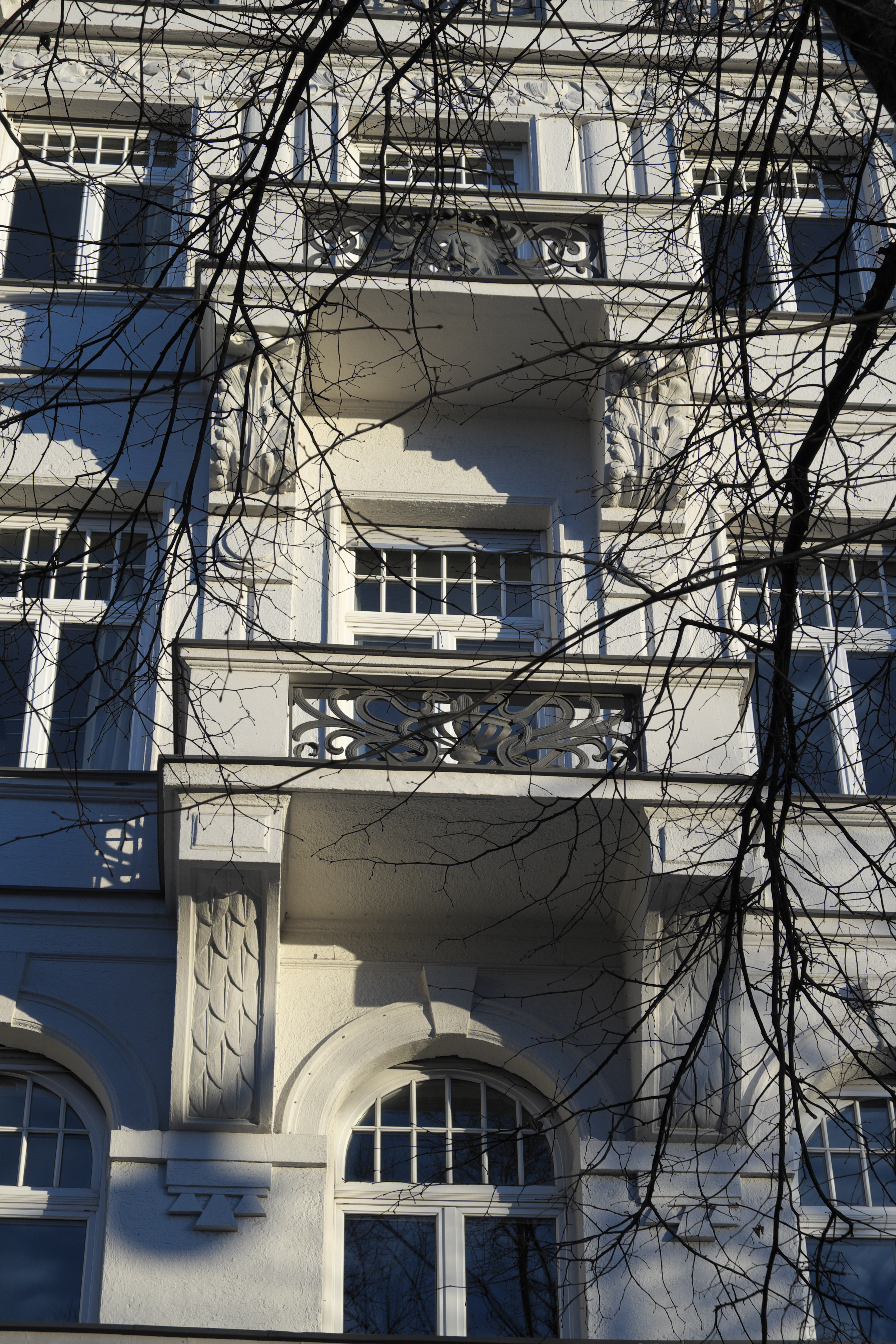
Detail der Fassade

Das Gebäude Prinzregentenplatz 21 ist ein denkmalgeschütztes Mietshaus im Münchner Stadtteil Bogenhausen.
Das Haus am Prinzregentenplatz in barockisierendem Jugendstil wurde 1901 nach Plänen des Architekten Hans Hartl errichtet. Es bildet mit dem Eckhaus Prinzregentenplatz 23 eine Gruppe.